# Войска воздушно-космической обороны
Войска воздушно-космической обороны —  отдельный род войск (формирование, объединение), существовавший в 2011—2015 годах в составе Вооруженных Сил Российской Федерации. Сокращённое наименование — ВВКО.
Первая дежурная смена командного пункта Войск ВКО заступила на боевое дежурство 1 декабря 2011 года.
1 августа 2015 года указом Президента Российской Федерации Войска воздушно-космической обороны были объединены с Военно-Воздушными силами в Воздушно-космические силы.

## История
Войска воздушно-космической обороны сформировывались на базе Космических войск и войск оперативно-стратегического командования воздушно-космической обороны.
Создание Войск воздушно-космической обороны потребовалось для объединения сил и средств, отвечающих за обеспечение безопасности России в космосе и из космоса, с формированиями, решающими задачи противовоздушной обороны (ПВО) ВС Российской Федерации. Это было вызвано объективной необходимостью интеграции под единым руководством всех сил и средств, способных вести борьбу в воздушной и космической сфере, исходящей из современных мировых тенденций вооружения и перевооружения ВС ведущих стран к расширению роли воздушно-космического пространства в обеспечении защиты государственных интересов в экономической, военной и социальной сферах.
Объекты Войск ВКО были расположены по всей территории России — от Калининграда до Камчатки, а также за её пределами. В странах ближнего зарубежья — Белоруссии, Казахстане и Таджикистане дислоцированы объекты систем предупреждения о ракетном нападении и контроля космического пространства.
В 2015 году Войска воздушно-космической обороны были поделены на Космические войска и Войска ПВО-ПРО и объединены с Военно-воздушными силами и составили новый вид войск — Воздушно-космические силы, который в соответствии с указом президента России с 1 августа приступил к выполнению поставленных задач.

## Командующий
Командующий войсками:
- О. Н. Остапенко, генерал-полковник (8 ноября 2011 года[5] — 9 ноября 2012 года[6]),
- В. М. Иванов, генерал-лейтенант (10 ноября — 23 декабря 2012 года) временно исполняющий обязанности по должности,
- А. В. Головко, генерал-лейтенант (24 декабря 2012 года[7] — 31 июля 2015 года). Указом Президента Российской Федерации от 1 августа 2015 года № 394 генерал-лейтенант А. В. Головко назначен командующим космическими войсками — заместителем главнокомандующего Воздушно-космическими силами[8].

## Состав
- Космическое командование (КК)
  - Главный центр предупреждения о ракетном нападении
  - Главный центр разведки космической обстановки
  - Главный испытательный космический центр имени Г. С. Титова
    - 40-й Отдельный командно-измерительный комплекс (Витино)
- Командование противовоздушной и противоракетной обороны
  - Дивизии противовоздушной обороны (бывшие войска оперативно-стратегического командования воздушно-космической обороны/Командование специального назначения/Московский округ ВВС и ПВО/Московский округ ПВО)
    - 4-я дивизия ПВО (Долгопрудный):
      - 210-й зенитный ракетный полк (Дубровка) — С-300ПМ, С-400;
      - 584-й зенитный ракетный полк (Марьино) — С-300ПМ;
      - 612-й зенитный ракетный полк (Глаголево) — С-300ПМ;
      - 93-й зенитный ракетный полк (Фуньково) — С-400;
      - 722-й зенитный ракетный полк (кадр) (Клин) — С-300ПС;
      - 25-й радиотехнический полк (Нестерово)

    - 5-я дивизия ПВО (Петровское):
      - 606-й зенитный ракетный полк (Электросталь) — С-300ПМ, С-400;
      - 549-й зенитный ракетный полк (Курилово) — С-400;
      - 614-й зенитный ракетный полк (Пестово) — С-300ПМ;
      - 629-й зенитный ракетный полк (Каблуково) — С-300ПМ;
      - 799-й зенитный ракетный полк (кадр) (Часцы) — С-300ПС;
      - 9-й радиотехнический полк (Торбеево)

    - 9-я дивизия ПРО (Софрино):
      - 900-й командный пункт системы ПРО. (Софрино);
      - 102-й отдельный противоракетный центр. (Жуклино) — 12 53Т6
      - 50-й противоракетный комплекс. (Оболдино) — 12 53Т6
      - 15-й противоракетный комплекс. (Внуково) — 12 53Т6
      - 49-й противоракетный комплекс. (Софрино)
      - 16-й противоракетный комплекс. (Развилка) — 16 53Т6
      - 89-й противоракетный комплекс. (Коростово) — 16 53Т6
- Государственный испытательный космодром Плесецк
  - Отдельная научная исследовательская станция (полигон «Кура»)
- Арсенал (Тамбов)[9].

### Учебные заведения
В систему военного образования Войск ВКО входят следующие учебные заведения:
- Военно-космическая академия имени А. Ф. Можайского (Санкт-Петербург);
- филиал ВКА (Ярославль);
- Военная академия воздушно-космической обороны имени Маршала Советского Союза Г. К. Жукова (Тверь);
- Тверское Суворовское военное училище;
- Центр подготовки специалистов радиотехнических войск (Владимир);
- Учебный центр зенитных ракетных войск (Гатчина).